# 劉巨容
劉巨容（826年—889年），唐代江苏徐州人。
先世彭城郡刘氏。祖父刘昌裔，父刘元一。早年在徐州當兵，曾參與庞勋之乱，“自拔归”（《新唐书·刘巨容传》），被授以埇桥镇遏使（今安徽宿州）。平定浙西突阵将王郢之叛，功封明州刺史，后升遷楚州团练使。黄巢起义時，屢有戰功，歷任蕲黄招讨副使、襄州行军司马和检校右散骑常侍，升山南東道節度使。黃巢軍北趨襄陽，劉巨容和淄州刺史曹全晸合兵，大破黃巢於荊門（今湖北荊門），俘斬十分之七八，黃巢與尚讓收餘眾渡江東走，山南东道诸将欲乘胜追擊，劉巨容卻说：“朝家多负人，有危难，不爱惜官赏，事平即忘之，不如留贼，为富贵作地。”黃巢遂成大禍，“由是贼势复振，攻鄂州，陷其外郭，转掠饶、信、池、宣、歙、杭十五州，众至二十万。”唐僖宗逃往四川成都，受宰相郑畋传檄，“合诸道兵讨之”，因功“授南面行营招讨使，累兼天下兵马先锋开道供军粮料使、检校司空，封彭城县侯”。
在襄州時，有方士申屠生教給他燒煉黃金的方法，他藏匿申屠生。蔡州节度使秦宗权遣趙德諲攻襄州，刘巨容不能守，884年十一月出奔成都（胡三省注《资治通鉴》）。先前田令孜之弟路过襄州，他賣弄煉金術，能燒藥為黃金。後來田令孜求方不得，大恨之，上书诬告刘巨容谋反，龙纪元年（889年）十二月刘巨容被殺，被灭门，申屠生也遇害。景福元年（892年）因西川节度使王建所奏，追复原官。。

## 延伸阅读
[在维基数据编辑]
 《新唐書·卷186》，出自《新唐書》